# 埃瓦尔德·林德洛夫
埃瓦尔德·林德洛夫（Ewald Lindloff，1908年9月27日—1945年5月2日）是第二次世界大战期间的一名武装党卫队军官，在1945年4月30日希特勒自杀时，埃瓦尔德·林德洛夫就身在元首地堡。接着，他奉命处理希特勒的遺體。1945年5月2日，林德洛夫参加突围，在穿越魏登丹默桥时中弹身亡。